# Joško Vlašić
Joško Vlašić (prononciation croate: [ˈjɔʃkɔ ˈʋlaʃitɕ]), né le 22 juillet 1956 à Split, est un entraîneur croate d'athlétisme et un ancien décathlonien qui représentait la Yougoslavie. Le plus grand succès de Vlašić en compétition a été de remporter la médaille d'or du décathlon aux Jeux méditerranéens de 1983. Il est surtout connu pour avoir entraîné sa fille Blanka Vlašić, championne du monde de saut en hauteur.

## Biographie
Joško Vlašić est né en 1956 à Split. Il a commencé avec l'athlétisme à ASK Split, un club local. Son entraîneur Ante Tešija a décidé que Vlašić ferait bien en décathlon, le décrivant comme « grand et maigre ». Selon Tešija, Vlašić était initialement très sceptique quant à son aptitude pour le sport, mais il était tenace, aimait s'entraîner et les résultats sont venus rapidement.
Dans les années suivantes, Vlašić est devenu le premier décathlonien yougoslave, remportant cinq championnats nationaux consécutifs, de 1979 à 1983. Il a remporté deux médailles de décathlon lors des Jeux méditerranéens consécutifs : le bronze en 1979 et l'or en 1983. Son premier enfant, Blanka Vlašić (née en 1983), a été nommé d'après Casablanca, la ville hôte cette dernière édition. Vlašić a également participé aux championnats du monde de 1983, compétition où il se classe seizième.
Le record personnel en décathlon de Vlašić est de 7 659 points, établi à Izmir en juin 1983. Celui-ci constitue le record croate jusqu'en 2021, lorsqu'il est battu par Fran Bonifačić.

## Carrière d'entraîneur
En 1982, Vlašić est diplômé de la faculté de culture physique de Zagreb, département de Split. Il a travaillé comme entraîneur dans son club d'origine, ASK Split, puis comme professeur d'éducation physique dans plusieurs écoles primaires et secondaires de Split. De 1994 à 2001, Vlašić a travaillé comme entraîneur de fitness au club de basket-ball du KK Split. Depuis 2006, Vlašić est employé par la Fédération croate d'athlétisme en tant qu'entraîneur professionnel.
Vlašić est surtout connu pour avoir entraîné sa fille Blanka Vlašić. Dans sa jeunesse, elle a essayé de nombreux événements sportifs, ainsi que des sports comme le tennis, le basket-ball et le volley-ball, mais s'est installée sur le saut en hauteur après avoir consulté son père. En tant que sauteuse en hauteur, elle est devenue double championne du monde en plein air, double championne du monde en salle, championne d'Europe, double médaillée olympique, l'argent en 2008 et le bronze, en 2016, et double championne du monde junior. Elle décrit son père comme son « plus grand atout.

## Vie privée
Joško Vlašić est marié à Venera, professeur d'éducation physique et ancien championne national de ski de fond. Ils ont quatre enfants : Blanka (née en 1983), Marin (né vers 1986), Luka (né vers 1992) et Nikola (né en 1997),.